# 南票区
南票区（なんぴょう-く）は中華人民共和国遼寧省葫芦島市に位置する市轄区。

## 地理
遼寧省西部に位置し、市区の中心より50kmの緑豊かな山間部、葫芦島市・錦州市・朝陽市の三市のゴールデントライアングル地帯にあり、錦州空港・錦州港・葫芦島港まで30数kmの位置にある。区内の河川は、東は小凌河・西は女児河の二つの水系に分かれている。比較的大きい山として香炉山・白馬山・下廟子山・紅石砬山などがある。
気候は、温帯季節風大陸性気候に属し、季節の変化がはっきりしている。年平均気温11.5℃、最高気温38℃、最低気温-26℃。年平均降水量484mm、年平均の霜が降らない期間は165日である。

## 歴史
南票の名は清朝に始まり、乾隆帝は1736年に朝陽地区を通るとき2枚の龍票（手形）を出して、1枚は朝陽以北で引き換えてたため北票、1枚は朝陽以南で引き換えたため南票と呼ばれるようになった。南票はもとは鎮で錦西県に属す。1983年錦州市に編入して、南票区となり、1989年より葫芦島市に属する。

## 民族
漢民族、回族、満族、シベ族、ヤオ族、トン族、朝鮮族の7民族等が居住し、そのうち漢民族は94.49％を占める。

## 行政区画
7街道弁事処、6鎮、4郷を管轄する。
- 街道弁事所：趙家屯街道、沙鍋屯街道、三家子街道、九竜街道、竜飛街道、竜騰街道、竜翔街道
- 鎮：缸窯嶺鎮、暖池塘鎮、高橋鎮、虹螺峴鎮、金星鎮、台集屯鎮
- 郷：沙鍋屯郷、黄土坎郷、大興郷、張相公屯郷

## 経済

### 農業・畜産業
肥沃な農地に恵まれ、区内耕地の半分以上は水田であり多毛作が実施されている。牧場が3箇所設置されるなど畜産業も盛んである。ブドウ、大ナツメ、リンゴ、スモモ、棚菜などが特産品である。

### 鉱物資源
区内では豊富な石炭、石灰石、B石、大理石、陶土、バントナイト、珪石、白雲石、紫砂、耐火粘土などの埋蔵量が確認されている。石炭の埋蔵量2億ｔ（採掘可能量1.3億ｔ）であり、年間400万ｔを採掘している。B石、陶土の埋蔵量は3億ｔ（同様1億ｔ）であり高品質鉱石が採掘されている。石灰石の埋蔵量は4億ｔ、酸化カルシウム50%以上を含みセメントの理想的な原料とされている。バントナイトの埋蔵量は2000万ｔ、蒙脱石の含有量は90%に達する。珪石の埋蔵量は2億ｔ、珪素の含有率は95%以上。白雲石、単硫鉄鉱、氷州石も採掘される。

### 工業
改革開放政策により石炭、建築材料を主とする基幹産業とハイテク、またそれに関連する冶金、軽化、自動車の部品製造などが行われている。その中でも石炭の生産高は遼寧省内の上位を占め、。ブレーキオイル、金属シリンダー、パット、鋳物などの工業製品が有名である。

## 交通
錦南鉄道、南票鉱務局鉄道専用線（蒸気機関車が現役）と省級道路の錦赤線は、区全体を縦断している。

### 鉄道
- 中国国家鉄路集団
  - 瀋山線

### 道路
- 高速道路
  -  京哈高速道路
- 国道
  -  G102国道